# Dorothy Edgington
Dorothy Margaret Doig Edgington (née Milne, le 29 avril 1941) est une philosophe active dans la métaphysique et la logique philosophique. Elle est particulièrement connue pour ses travaux sur la logique des conditionnels et du flou.

## Jeunesse
Dorothy Edgington est née le 29 avril 1941 d'Edward Milne et de son épouse Rhoda Blair. Elle fréquente l'école St Leonards avant d'aller au St Hilda's College d'Oxford pour étudier l'EPI. Elle obtient son BA en 1964, suivi en 1967 par un BPhil au Nuffield College d'Oxford.

## Carrière
Edgington passe la majeure partie de sa carrière au Birkbeck College. Son premier poste universitaire en 1968 est celui de maître de conférences en philosophie à Birkbeck, où elle reste jusqu'en 1996. De 1996 à 2001, elle est membre du University College d'Oxford. Il occupe ensuite un poste de professeur à Birkbeck de 2001 à 2003. Elle est ensuite professeur Waynflete de philosophie métaphysique à l'Université d'Oxford de 2003 à 2006. Elle est ensuite professeur émérite et membre du Magdalen College d'Oxford et enseigne à nouveau à Birkbeck à temps partiel.
Le Birkbeck College organise une série de conférences portant le nom d'Edgington ; en 2012, les conférences sont données par John McDowell, en 2014 par Rae Langton et en 2016 par Kit Fine.
De 2004 à 2005, elle est présidente de la Mind Association de 2004 à 2005 et présidente de la Société aristotélicienne de 2007 à 2008. Elle est membre de la British Academy.
En 2023, elle est élue membre de l'Academia Europaea.

## Publications
- « The Paradox of Knowability » (1985), Mind 94 : 557–568. Présente une résolution du paradoxe de Fitch basée sur la sémantique de situation.
- « On Conditionals» (1995), Mind 104 : 235–329. Défend une théorie épistémique des conditionnels contre une théorie fonctionnelle de la vérité, dans le cadre de la série sur l'état de l'art de Mind.
- « Vagueness by Degrees ». Dans Rosanna Keefe et Peter Smith (éd.), Vagueness: A Reader . Presses du MIT (1997)
- « Counterfactuals and the Benefit of Hindsight ». Dans Phil Dowe et Paul Noordhof (éd.), Cause and Chance: Causation in an Indeterministic World.. Routledge (2004)
- Conditionals (2006), The Stanford Encyclopedia of Philosophy.